# Myrra
Myrra är en typ av kåda eller harts från arter av släktet Commiphora, särskilt Commiphora myrrha, i familjen rökelseträdsväxter. Växten finns naturligt i Somalia, den somaliska regionen i Etiopien vid namn Ogaden samt Jemen. Andra sorter av rökelseträdsväxterna saluförs också under namnet myrra. Myrrans kvalitet avgörs av kådans mörknad och klarhet. När myrra bränns blommar doften ut.  Det land som producerar mest myrra samt av den främsta kvaliteten i världen är Somalia.
Plinius d.ä. skriver att myrra var en av de viktigaste ingredienserna i parthisk parfym; det grekiska ordet för myrra, μύρον, blev så småningom synonymt med "parfym". Under antiken var myrra mer värd i vikt än guld. Romarna brände myrra vid begravningar.

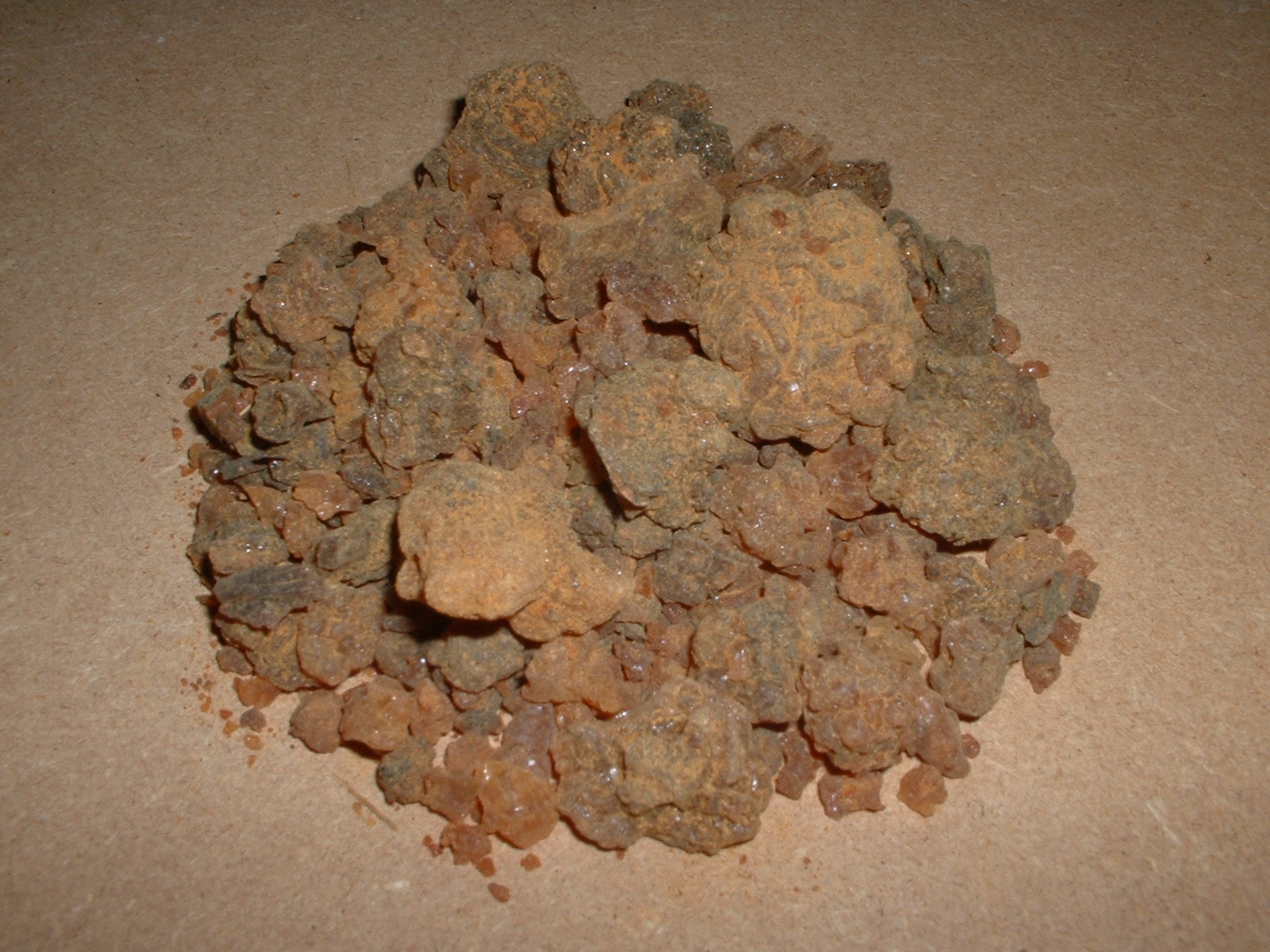
Kådabitar av myrra.

Myrra omnämns på flera ställen i Bibeln och ingår i rökelser, i krisma och i annan olja för smörjelse och balsamering. I andra Moseboken 30:23-33 berättas hur Gud lärde Moses att göra helig olja, med en utförlig beskrivning av tillvägagångssättet att helga något med denna olja. I Psaltaren 45 nämns myrra i form av rökelse. Myrra var enligt Nya Testamentet en av de tre dyrbara gåvor Jesusbarnet fick av de vise männen, vilket anspelar på kröningsceremonin. Östortodoxa kyrkan använder smörjelse och rökelse, och därmed myrra, i högre grad än västliga kyrkor, men även inom den Romersk-katolska kyrkan och till viss del även inom islam används myrran.
Bruket av myrra är främst förknippat med kristen liturgi och kyrkans sakrament, men det används också i profana sammanhang, till exempel i kosmetika.

## Religiös ritual

### Det forntida Egypten och Punt (Afrikas horn)
Egyptens härskare under den femte dynastin, kung Sahure, dokumenterade den tidigaste belagda expeditionen till landet Punt, det moderna Afrikas horn (särskilt Somalia), vars deltagare förde hem stora mängder myrra, rökelse, malakit och elektrum. Myrra användes av de forntida egyptierna, tillsammans med natron, för balsamering av mumier.

## I islam
Enligt en hadith från Muhammed som Abu Nuaim överfört från Abban ibn Saleh ibn Anas, sade Muhammed: "Fumigera era hus med malört, myrra och timjan." (Kanz-ul-Ummal). I Encyclopedia of Islamic Phytotherapy nämns samma hadith: "Allahs sändebud sade: "Fumigera era hus med ash-shih, murr och sa'tar". Författaren anger att denna användning av ordet "murrr" specifikt avser Commiphora myrrha. De andra två är Al-Shih (möjligen malört) och Sa'tar (eller Za'atar - timjan).

## I det antika Nabataea
Under första århundradet f.Kr. skrev Diodorus från Sicilien att myrra handlades till lands och till sjöss genom Nabataeiska karavaner och hamnar som transporterade den från södra Arabien till deras huvudstad Petra, varifrån den distribuerades över hela Medelhavsområdet.

## I det forntida Ryssland
Myrra kom ursprungligen till ryssarna från grekerna, genom den grekiska kolonin Tanais (idag Rostov vid Don) som nämns av historikern Strabo, med vilken de ryska slaviska stammarna aktivt handlade. I antiken kallade ryssar myrra för smyrna vilket är forngrekiska för myrra. Smyrna nämns ofta i många slaviska ritualer, ritualer och seder. Aromrökning av smyrna var inte mindre utbredd bland slaverna.